# Solveig Langkilde
Solveig Langkilde (Rasmussen) (født 16. januar 1950 i Give) er en tidligere dansk atlet som var medlem af Helsingør Idrætsforening. 
Langkilde startede som 10-årig, hvor hun grundet sine lange ben naturligt startede med at springe højdespring. Hun nåede allerede som 12 årig 1.35 og kom med 1.50 som 14 årig op i den danske seniorelite. I begyndelsen benyttede hun sig af saksespringsstilen, men ændrede sin stil om til væltespring. Året efter vandt hun som 15-årig JDM-guld og DM-sølv med 1.55, samme højde som vinderen Mette Oxvang, men med flere forsøg. 1966 blev året, hvor den da 16 årige Langkilde med et spring på 1.68, lykkedes at blive dansk seniormester og satte dansk rekord. Hun kvalificerede sig endvidere til EM i Budapest, hvor hun dog skuffede med kun 1.55, men det blev en 5. plads på junior-EM samme år. I åren efter fortsatte hun at forbedre sine danske rekorder. I en landskamp mellem Danmark og Vesttysklands B-landshold i september 1970, satte hun dansk rekord med et spring på 1,80 og kom i 1972 op på 1,82 karrierens bedste resultat. Hun er selv 1,83 høj. De 1.82 kvalificerede hende samme år til OL i München, hvor hun fik en 21. plads med et resultat på 1,76. Hun vandt i 1976 sin sidste DM-titel på 1,81. 
Langkilde bor nu i Sunnansjö i Sverige, hvor hun sammen med sin svenske mand Sören Grind driver Solsökehem kursgård. Hun har en uddannelse som Alexanderlærer.

## Internationale mesterskaber
- 1972 EM-inde Højdespring nummer 12 1,76
- 1971 EM Højdespring nummer 14 1,75
- 1966 EM Højdespring 1,55

### Internationale ungdomsmesterskaber
- 1966 JEM Højdespring nummer 5 1,58

## Danske mesterskaber
- Guld 1976  Højdespring 1,81
- Sølv 1972  Højdespring 1,78
- Guld 1971  Højdespring 1,78
- Guld 1970  Højdespring 1,69
- Guld 1969  Højdespring 1,66
- Guld 1968  Højdespring 1,64
- Bronze1967  Højdespring 1,58
- Guld 1966  Højdespring 1,68
- Sølv 1965  Højdespring 1,55